# Église Saint-Jean-Porte-Latine d'Antony
L'église Saint-Jean-Porte-Latine est un bâtiment et une église paroissiale de culte catholique située à Antony, commune française de la région Île-de-France.

## Bâtiment
Le bâtiment-église est construit en 1964-1967 par l'Œuvre des Chantiers du Cardinal qui confie sa réalisation à l’architecte Pierre Pinsard, assisté d’Hugo Vollmar ; il est en béton armé et banché.
Le « signal urbain », surmonté d'une croix géante, est inauguré le 6 janvier 2002.
Il est labellisé « Patrimoine du XXe siècle » en 2011 par le ministère de la Culture.

## Église paroissiale

### Paroisse
Cette église est l'un des deux lieux de culte de la paroisse Saint-Jean-Porte-Latine, l'autre étant l'église Sainte-Jeanne-de-Chantal d'Antony. Cette paroisse est l'une des 14 paroisses du doyenné de la Pointe Sud au sein du diocèse de Nanterre.

## Pour approfondir